# Мегді Массауді
Мегді Массауді (араб. مسعود•المهدي; нар. 2 грудня 1990) — французький та марокканський борець греко-римського стилю, бронзовий призер чемпіонату Африки, учасник Олімпійських ігор.

## Життєпис
Боротьбою почав займатися з 2007 року. На початку спортивної кар'єри виступав під прапором Франції. З 2013 року почав виступи за збірну Марокко.
Виступав за борцівський клуб Безансона. Тренер — Хассан Ранграз (з 2014).

## Спортивні результати на міжнародних змаганнях

### Виступи на Олімпіадах
| Змагання                    | Збірна  | Вагова категорія                 | Місце |
| --------------------------- | ------- | -------------------------------- | ----- |
| Літні Олімпійські ігри 2016 | Марокко | греко-римська боротьба, до 59 кг | 17    |

### Виступи на Чемпіонатах світу
| Змагання                        | Збірна  | Вагова категорія                 | Місце |
| ------------------------------- | ------- | -------------------------------- | ----- |
| Чемпіонат світу з боротьби 2015 | Марокко | греко-римська боротьба, до 59 кг | 32    |

### Виступи на Чемпіонатах Африки
| Змагання                         | Збірна  | Вагова категорія                 | Місце  |
| -------------------------------- | ------- | -------------------------------- | ------ |
| Чемпіонат Африки з боротьби 2015 | Марокко | греко-римська боротьба, до 59 кг | Бронза |

### Виступи на інших змаганнях
| Змагання                                                    | Збірна  | Вагова категорія                 | Місце  |
| ----------------------------------------------------------- | ------- | -------------------------------- | ------ |
| Міжнародний турнір «Cristo Lutte» 2011                      | Франція | греко-римська боротьба, до 55 кг | 7      |
| Henri Deglane Challenge 2011                                | Франція | греко-римська боротьба, до 55 кг | Бронза |
| Середземноморські ігри 2013                                 | Марокко | греко-римська боротьба, до 60 кг | 9      |
| Арабський чемпіонат з боротьби 2015                         | Марокко | греко-римська боротьба, до 59 кг | Золото |
| Клубний чемпіонат світу з боротьби 2015                     | Марокко | команда                          | 12     |
| Олімпійський кваліфікаційний турнір з боротьби 2016 (Алжир) | Марокко | греко-римська боротьба, до 59 кг | Срібло |
| Кубок Владислава Пітласинські 2016                          | Марокко | греко-римська боротьба, до 59 кг | 14     |